# Boliscus duricorius
Boliscus duricorius là một loài nhện trong họ Thomisidae.
Loài này thuộc chi Boliscus. Boliscus duricorius được Eugène Simon miêu tả năm 1880.